# Нивянин
Нивянин (болг. Нивянин) — село в Болгарии. Находится в Врачанской области, входит в общину Борован. Население составляет 463 человека.

## История
Первоначальное название села — Джурилово. Основано в 1908 году.

## Политическая ситуация
В местном кметстве Нивянин, в состав которого входит Нивянин, должность кмета (старосты) исполняет Милен Нейков Гайдарски (Евророма) по результатам выборов правления кметства.
Кмет (мэр) общины Борован — Петыр Тодоров Цветковски (Болгарская социалистическая партия (БСП)) по результатам выборов в правление общины.

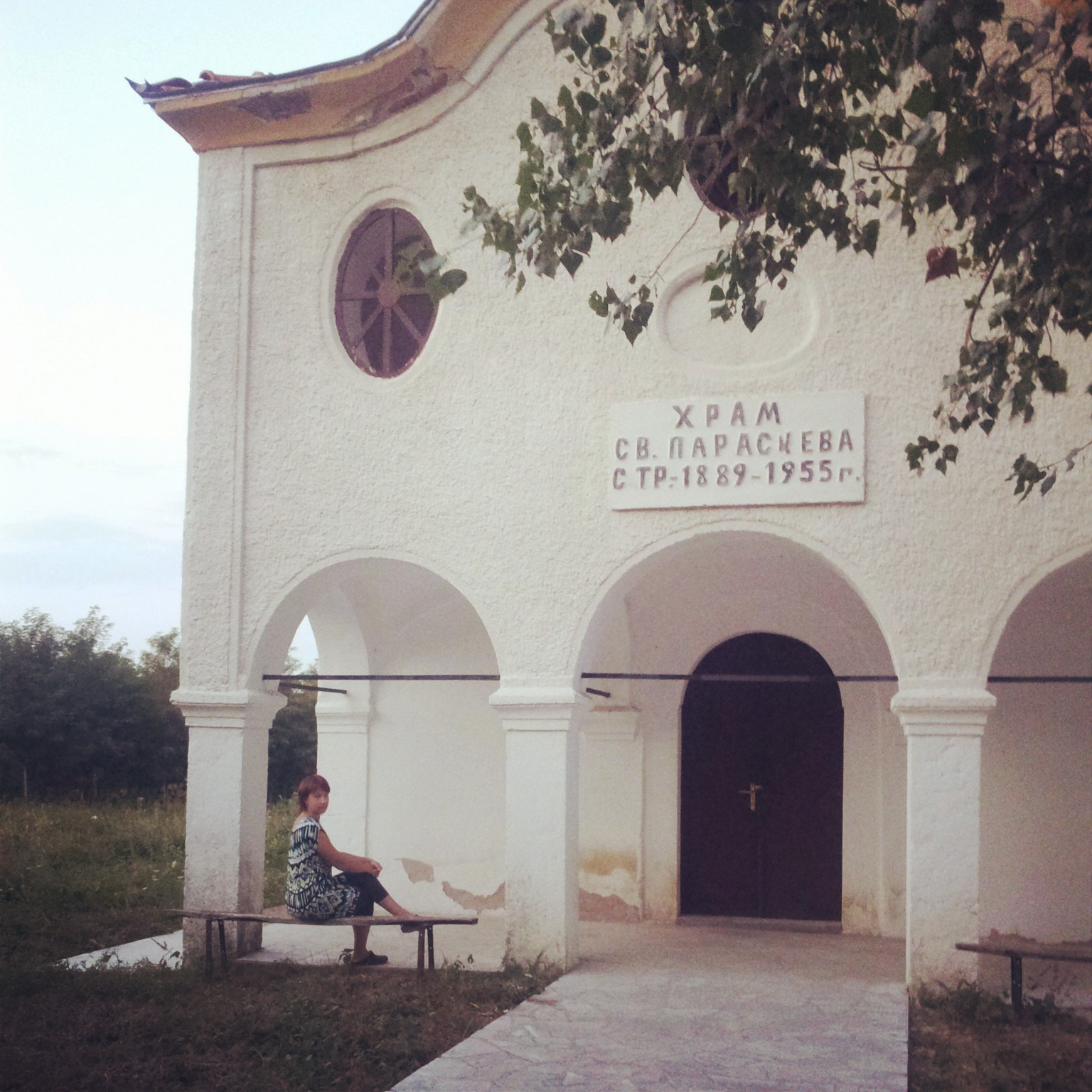
Нивянин
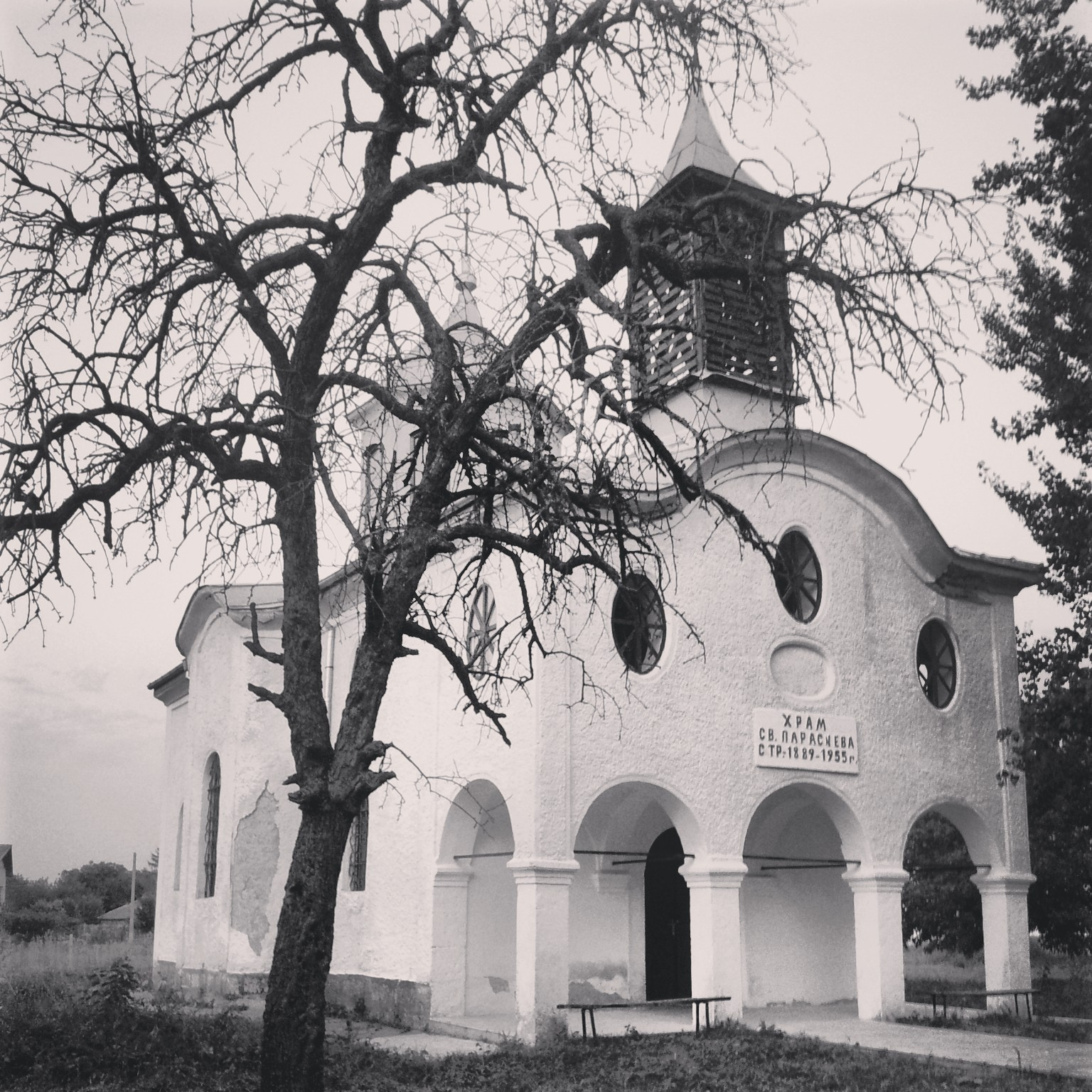
Нивянин
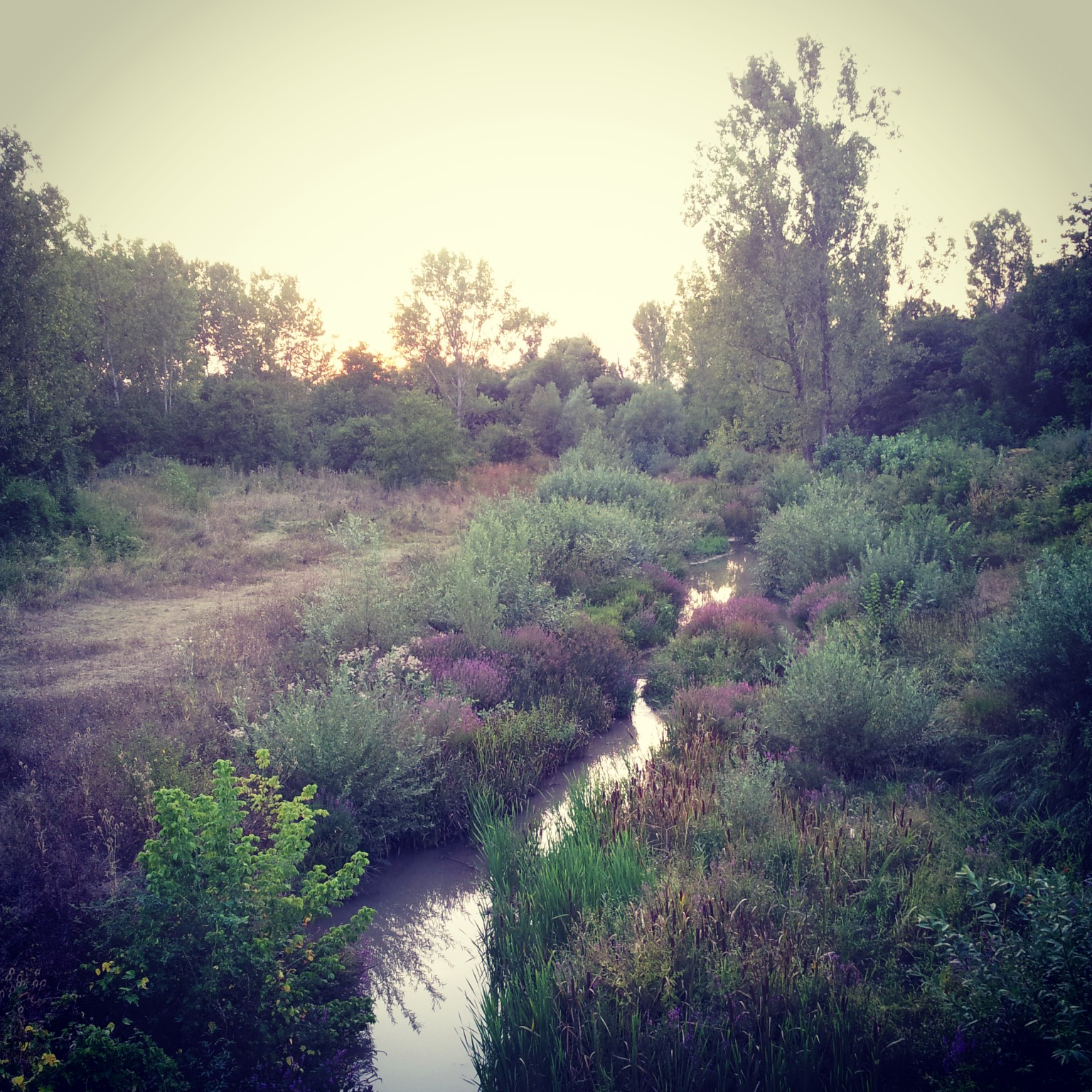
Нивянин